# Era ieri
Era ieri è un libro autobiografico scritto da Enzo Biagi e pubblicato a cura di Loris Mazzetti, regista della trasmissione "Il Fatto" e di altri programmi televisivi di Biagi.
Il libro racconta in modo dettagliato gli eventi successivi all'editto bulgaro, alla fine del suo rapporto con la Rai e alla tribolata chiusura del contratto. Biagi inoltre racconta di episodi e personaggi importanti della sua vita e della sua carriera.

## Edizioni
- Enzo Biagi, Era ieri, Rizzoli, 2005,  p. 246.